# 結城氏朝
結城 氏朝（ゆうき うじとも）は、室町時代前期の武将。下総結城氏11代当主。官位は従五位下・中務大夫。

## 略歴
応永9年（1402年）、小山泰朝の次男として誕生。伯父で10代当主・結城満広の養嗣子となって家督を継ぐ。4代鎌倉公方・足利持氏より偏諱を受けて氏朝と名乗る。
永享10年（1438年）からの永享の乱で、持氏が6代将軍・足利義教の幕府軍に敗れて自害した後、関東が将軍の支配下に入ることに不満を抱き、持氏の遺児である春王丸や安王丸らを結城城に迎え、幕府に対して公然と反旗を翻した。いわゆる結城合戦であるが、これに対して義教は結城城に上杉清方を総大将とした大軍を送ってこれを攻め、嘉吉元年（1441年）4月に結城城は落城し、安王丸と春王丸は捕らえられて後に殺され、氏朝は嫡男で12代当主であった持朝と共に討死して果てた。享年40。
なお結城氏は末子・重朝が生き延び、後に足利成氏によって再興が許されている。